# Kryjówka saren
Kryjówka saren (fr.La Remise de chevreuils au ruisseau de Plaisir-Fontaine, Doubs) – obraz olejny francuskiego malarza Gustave’a Courbeta. Jest przechowywany w Musée d’Orsay w Paryżu.

## Historia
Wielką pasją Courbeta było polowanie. Do swojej rodzinnej miejscowości Ornans przyjeżdżał często w sezonie łowieckim i pobyt w niej dzielił pomiędzy myślistwo oraz szkicowanie obrazów. Stworzył wiele obrazów przedstawiających sarny w swoim naturalnym otoczeniu oraz wiele dzieł mających za temat polowanie lub upolowaną zwierzynę. Większość prac o tej tematyce powstała w latach 1856–1869.
Za tło Kryjówki saren posłużyło mu otoczenie strumienia z okolic Ornans- rozpadlina Puits Noir. Courbet opracował w Ornans partie pejzażowe, a następnie w pracowni w Paryżu domalował sarny.

## Opis
Obraz przedstawia sarny w ich naturalnym środowisku. Zwierzęta odpoczywają w chłodnym cieniu, chroniącym ich przed letnim upałem. Z lewej strony obrazu widać kozła, który zjada liście z drzewa; obok niego, nad brzegiem strumienia spokojnie leży sarna. Po prawej drugi kozioł pochyla się nad wodą, a kolejny wchodzi w płytki nurt, odwracając głowę do tyłu i węsząc. Zwierzęta schroniły się wśród potężnych drzew tworzących tajemniczą gęstwinę poprzetykaną mozaiką promieni słońca i cieni. Panuje tu nastrój ciszy, jedynymi odgłosami, które można by usłyszeć jest szelest liści i szum wody. Sarny prowadzą spokojną egzystencję wytyczaną przez bieg słońca, pory roku i oddziaływanie sił natury.
Obraz jest sygnowany: 66 Gustave Courbet. Płótno zostało ofiarowane jako dar dla Luwru w 1890. W 1986 zostało umieszczone w Musée d’Orsay.